# Frankrikes flotta

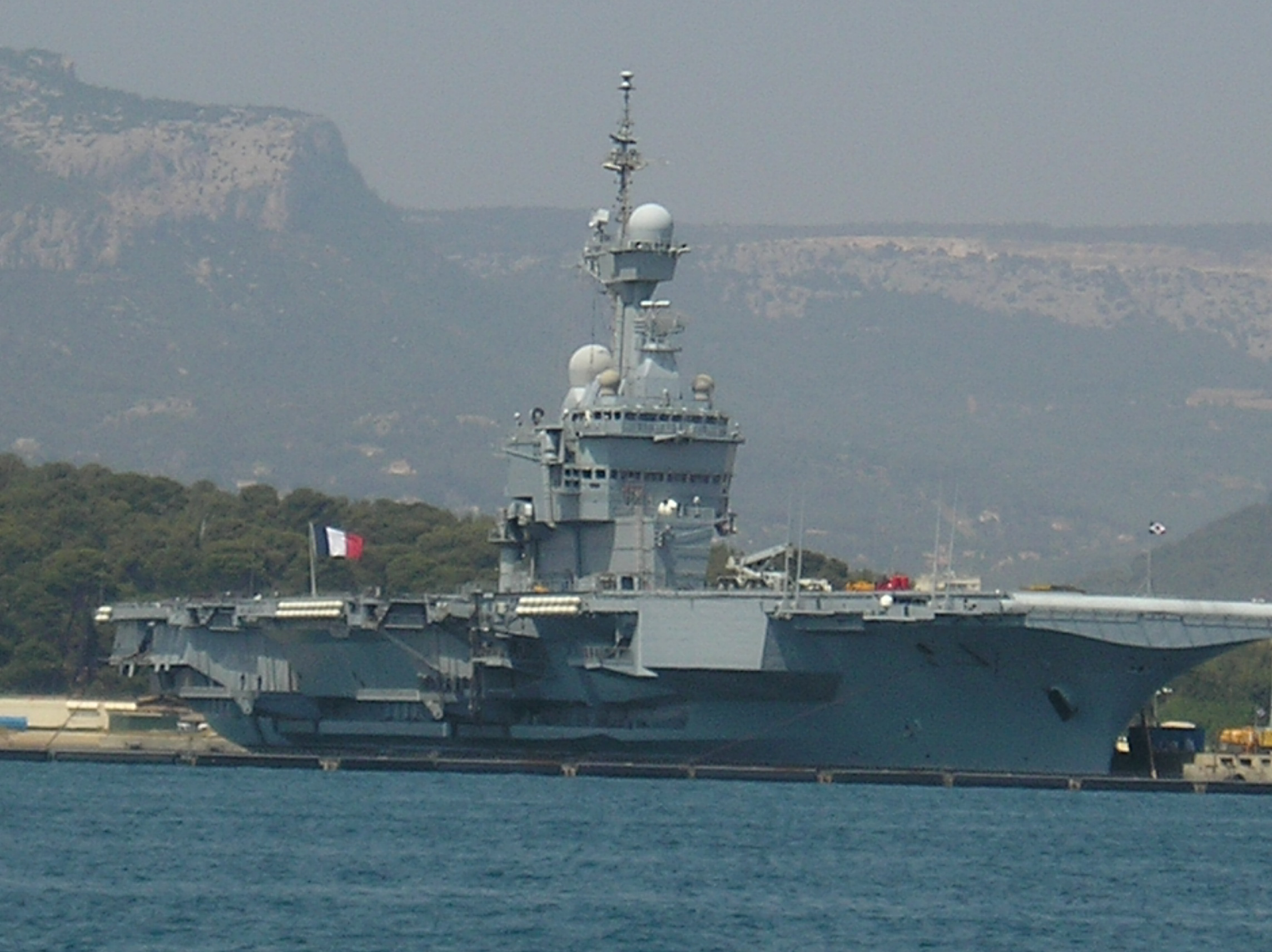
Charles de Gaulle är Frankrikes enda hangarfartyg.

Frankrikes flotta (franska: Marine Nationale), ofta kallad La Royale, är den maritima försvarsgrenen av den franska militären. Flottans historia börjar 1624 och är en av världens äldsta sjöstridskrafter och har historiskt spelat en viktig roll i upprättandet av det franska kolonialimperiet. Sedan 2008 har dess roller definierats som att upprätthålla underrättelser, skydda befolkningar, förebygga kriser, ingripa där det är nödvändigt för att återupprätta fred och avskräcka eventuella hot mot vitala franska intressen. Flottan består av fyra grenar, Force d'Action Navale, Forces sous-marines, Aeronavale och Fusiliers Marins (inklusive Commando marine). Som högsjöflotta opererar den ett brett utbud av ytstridsfartyg, inklusive ett atomdrivet hangarfartyg, atomubåtar, fregatter, patrullbåtar och stödfartyg. Franska flottan använder inte prefix om namnen på sina fartyg (såsom Royal Navy använder HMS, till exempel). Utländska kommentatorer använder ibland prefixen "FS" (för "French Ship") eller FNS (för "French Navy Ship"); dessa är dock inte officiella.
Från och med juni 2014 sysselsätter den franska flottan en total ordinarie personalstyra på 36 776 personer. Reservdelen av den franska flottan bestod av 4 827 personer i det operativa reserven.
Flottans motto är Honneur, patrie, valeur, discipline ("Heder, faderland, tapperhet, disciplin") och dessa ord finns på däcket på varje fartyg i flottan.

## Uppdrag
- Avskräckning - genom kärnvapenkapacitet verka avskräckande på en angripare.
- Förebyggning - genom förebyggande insatser hindra att en kris eller konflikt eskalerar.
- Insats - genom operativa insatser projicera makt och styrka.
- Skydd - genom maritima skyddsåtgärder försvara hemlandets havsterritorium och skydda Frankrikes intressen till sjöss.[4]

## Organisation
Organisationen är uppbyggd med två ledningsstrukturer, den operativa ledningen och den organisatoriska ledningen.
- Den operativa ledningen ansvarar för marinens insatser. Den utövas av fem marinkommandon, direkt underställda den franske försvarschefen (Chef d’État-Major des Armées - CEMA).  
  - CECLANT - för Atlanten
  - CECMED - för Medelhavet
  - COMAR Manche - för Engelska kanalen och Nordsjön
  - ALINDIEN - Indiska oceanen
  - ALPACI - Stilla Havet

- Den organisatoriska ledningen ansvarar för marinens grundorganisation. Den utövas av chefen för marinen (Chef d’État-Major de la Marine - CEMM) genom fyra komponenter.
  - ALFAN Toulon - ytstridskrafterna och ledningsstrukturen.
  - ALFOST Brest - undervattensstridskrafterna.
  - ALAVIA Toulon - marinflygstridskrafterna.
  - ALFUSCO Lorient - stridskrafter för marinbassäkerhet och marinens specialförband.
  - Till marinen hör även Le bataillon de marins-pompiers de Marseille, den statliga räddningstjänsten i Marseille.
  - Under CEMM lyder även det Gendarmerie maritime som ställts till marinens förfogande av Gendarmerie nationale.

- Marinstaben  (l’État-Major de la Marine - EMM)  har till uppgift att definiera och verkställa den policy som marinen skall följa. Denna roll utövas i nära samarbete med den franska försvarsstaben (l’État-Major des Armées).[5]

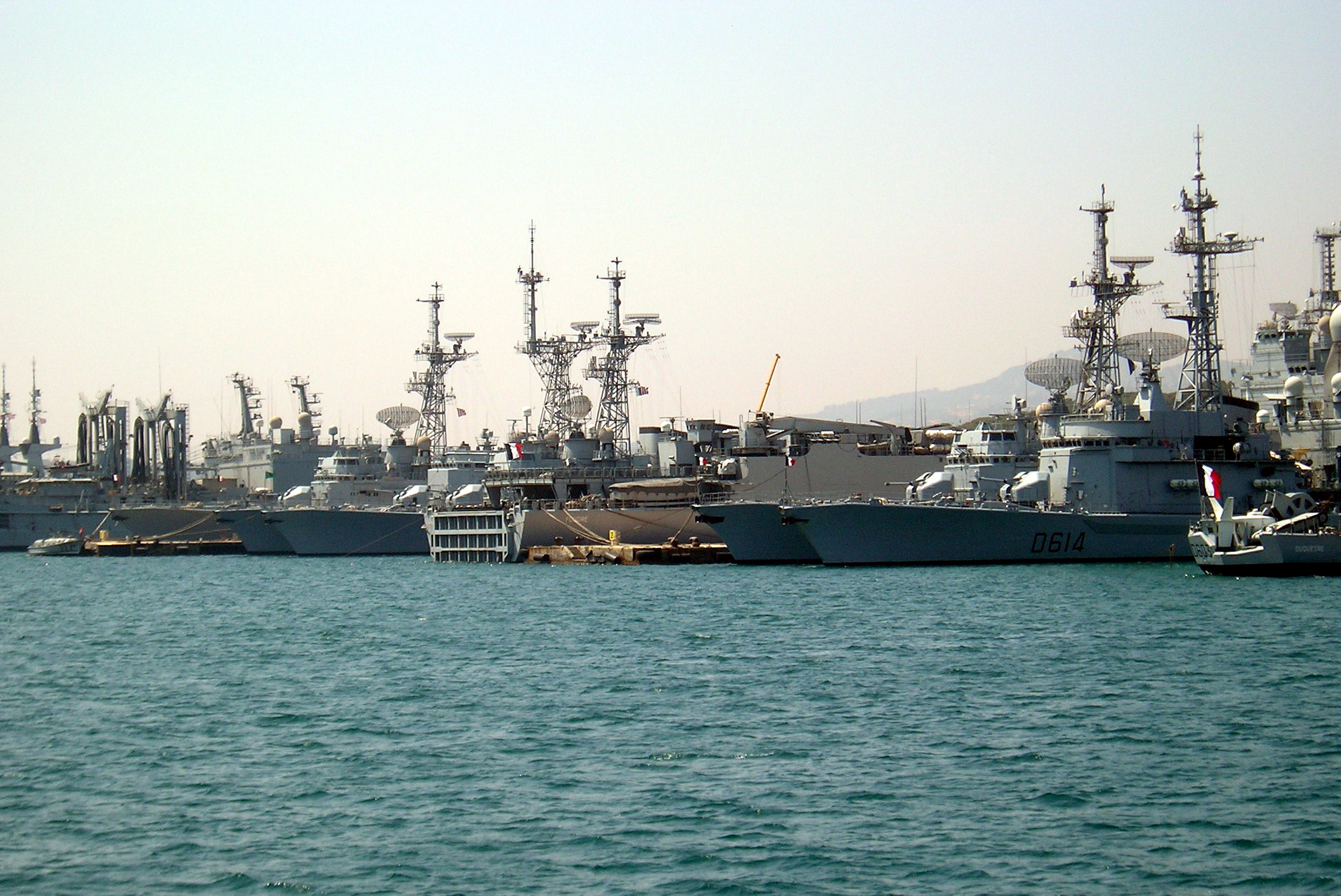
Örlogsbasen i Toulon.

## Baser
Den franska örlogsflottan har sammanlagt nio örlogsbaser.
- 3 i moderlandet: Brest, Cherbourg och Toulon.
- 5 transmarina: Dégrad-Des-Cannes (Franska Guyana); Fort-de-France (Martinique): Nouméa (Nya Kaledonien);Papeete (Franska Polynesien); Port-des-Galets (Réunion).
- 1 i Förenade Arabemiraten

## Personal

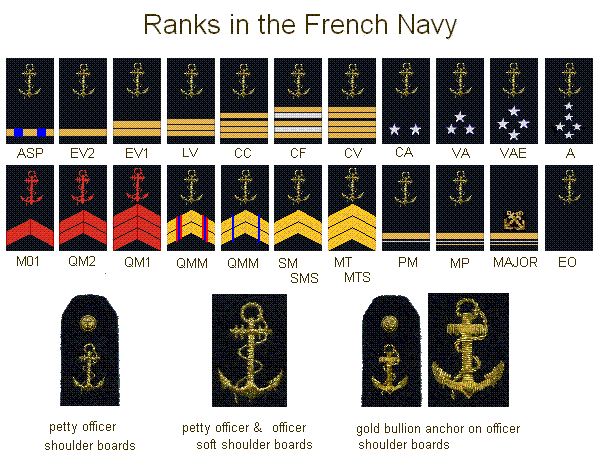
Se: Franska flottans grader och gradbeteckningar.

Marine Nationale hade 2009 en personalstyrka om 48 000 personer. Av dessa var:
- 4 700 officerare
- 25 700 underofficerare
- 9 200 sjömän
- 8 400 civilanställda

## Materiel
Marine Nationale hade 2009:
- 115 ytstridsfartyg och trängfartyg
- 10 atomubåtar
- 175 flygplan och helikoptrar